# NOAEL
Il NOAEL è un acronimo che deriva dall'inglese "No Observed Adverse Effect Level" (traducibile in italiano come "dose senza effetto avverso osservabile").
Il NOAEL è un parametro utilizzato in tossicologia e, basato su osservazioni, esperimenti o test, esprime la dose massima di uno xenobiotico che può essere somministrato senza che possano essere apprezzati effetti tossici.
Può così essere usato nei procedimenti per stabilire la relazione dose-risposta, ed è un passaggio fondamentale nelle metodiche della valutazione del rischio.
Si esprime in mg/kg p.c./die (milligrammi  per ogni chilogrammo di peso corporeo al giorno) ed è un parametro utile per calcolare la DGA.